# Viburnum seemenii
Viburnum seemenii är en desmeknoppsväxtart som beskrevs av Graebner. Viburnum seemenii ingår i släktet olvonsläktet, och familjen desmeknoppsväxter.

## Underarter
Arten delas in i följande underarter:
- V. s. bolivianum
- V. s. minus